# W의 비극 (1985년 영화)
"W의 비극"(Tragedy Of W)은 한국에서 제작된 김수형 감독의 1985년 드라마 영화이다. 강수연 등이 주연으로 출연하였고 한갑진 등이 제작에 참여하였다.

## 출연

### 주연
- 강수연
- 이택림
- 김영애
- 마흥식

## 기타
- 조명: 이억만
- 녹음: 김병수
- 미술: 조경환